# Sebastian Knüpfer
Sebastian Knüpfer   (Aš, 6 de setembre de 1633 - Leipzig, 10 d'octubre de 1676) va ser un compositor, director i educador alemany. Va ser el Thomaskantor, cantor del Thomanerchor a Leipzig i director de música eclesiàstica de les ciutats, des de 1657 fins a 1676.

## Biografia
La majoria de la informació biogràfica sobre Knüpfer prové d'un obituari publicat. Va néixer a Asch (actual Aš, República Txeca), i el seu pare, kantor i organista, li va ensenyar música per primera vegada. També va estudiar regularment amb un tutor no identificat que vivia a prop d'Asch, de qui va obtenir una sòlida base i un amor durador per a diverses disciplines escolars. Als 13 anys va ingressar al "Gymnasium Poeticum" de Regensburg i hi va romandre vuit anys. Durant aquest període inusualment llarg es va familiaritzar amb les tradicions musicals de la ciutat (com ara les obres d'Andreas Raselius), va estudiar l'orgue, potser amb Augustin Gradenthaler (pare del compositor Hieronymus Kradenthaller), i dominava diversos temes humanístics, especialment les arts poètiques i la filologia. Els seus dons com a estudiant van ser recolzats per beques de la ciutat de Ratisbona i va ser elogiat per influents membres del personal del gimnàs i de l'ajuntament, alguns d'aquests darrers li van proporcionar testimonis favorables quan es va traslladar a Leipzig el 1654. No se sap per què hi va anar, però en vista del desig de tota la vida de millorar la seva ment, va ser possiblement perquè tenia previst entrar a la universitat. No ho va fer, però.
Durant els seus primers anys a Leipzig, Knüpfer va fer classes de música i va cantar com a baix en cors de l'església, mostrant prou talent per prendre parts en solitari. Va sol·licitar el càrrec de Thomaskantor quan Tobies Michael va morir el 26 de juny de 1657, i va ser nomenat el 17 de juliol; els altres quatre candidats a qui va ser preferit van ser Adam Krieger. A Knüpfer, Thomaskirche va trobar un Kantor i la ciutat de Leipzig un director de música que s'acostava al calibre musical i intel·lectual de Sethus Calvisius i Johann Hermann Schein, els seus dos predecessors. Durant els seus 19 anys, Leipzig es va tornar a convertir en la ciutat musical líder al centre d'Alemanya després del fort declivi resultant de la guerra dels Trenta Anys, la llarga ocupació sueca de la ciutat i la seva prolongada malaltia. Knüpfer va iniciar així un últim període d'excel·lència musical a Leipzig que va culminar amb la carrera dels seus tres successors, Johann Schelle, Johann Kuhnau i Johann Sebastian Bach. Tot i que mai no va estudiar a la universitat, va continuar l'estudi de filosofia i filologia amb membres de la facultat i se'l va considerar membre de la comunitat acadèmica. Va ser elogiat pel domini de les fonts clàssiques sobre música, que va dominar a partir de les edicions de Meibom publicades el 1652; va estudiar els tractats de, entre d'altres, Guido d'Arezzo, Boeci, Berno de Reichenau i Athanasius Kircher. A més de la seva productiva carrera com Kantor, se sap que va viatjar a Halle per dirigir la seva pròpia música per a la dedicació de nous orgues, per a la Marktkirche el 15 de febrer de 1664 i la Ulrichskirche el 16 de novembre de 1675; també va dirigir un programa de música per al centenari del Halle Gymnasium el 17 d'agost de 1665. El seu cercle de col·legues musicals incloïa molts homes importants en la música alemanya del segle xvii, com Johann Christoph Petzold, Johann Rosenmüller i Johann Kaspar Horn, i ell pot haver conegut Heinrich Schütz. Va morir a Leipzig, Alemanya. Que se'l considerés una de les principals figures intel·lectuals de Leipzig s'indica per l'honor inusual que se li concedís un funeral acadèmic a la universitat, tot i que mai no hi havia estat oficialment relacionat.

## Obres
La producció de Knüpfer consistia gairebé íntegrament en obres sagrades de textos llatins o alemanys. Molts s'han perdut, i dels que sobreviuen pocs s'han publicat en edicions modernes. La majoria tenen l'estil i la forma tradicionals del concert vocal del segle xvii, incorporant moltes de les característiques d'obres similars de Heinrich Schütz, encara que sense rastre de l'estil personal únic d'aquest últim. Les grans formes corals es veuen reforçades per una orquestra de mida considerable (normalment dos violins, tres violes, fagot amb continu, clarins, trombó i timbals)), que suporta les parts corals, a més d'interceptar tota mena d'efectes concertats i acolorits. L'escriptura coral pot ser massivament cordal o intricadament polifònica, i hi ha una sèrie de passatges concertats molt més senzills per a solistes recolzats només en el continuo. Knüpfer basava sovint les seves obres alemanyes en el text i la melodia d'una coral, i era un mestre a l'hora de derivar idees contrapuntístiques a partir de la fragmentació motivada de la coral. En moltes d'aquestes obres, els versos corals es tracten molt igual que en cantates alemanyes lleugerament posteriors, en què cada vers es fixa per separat. Un moviment coral d'obertura, generalment de grans proporcions i sovint repetit al final de l'obra, és succeït per moviments dissenyats per a solistes. Sovint són airosos o inclouen escriptures fugals en què la melodia coral es transmet entre les veus en un duet o textura de trio, una tècnica similar a la que es troba en els preludis de coral d'orgue de Bach. Altres moviments mostren un ús dramàtic del recitatiu expressiu: hi ha un bon exemple a Wer ist, der so von Edom kِ ommt (extret de Schering, 1926, p. 162).
La música de Knüpfer és principalment seriosa i profundament devota, tot i que va publicar una col·lecció de madrigals i canzonetes seculars (1663) que va escriure per a l'estudiant universitari amb qui treballava al "collegium musicum" de Leipzig. El seu domini contrapuntístic, el poderós drama de les seves idees temàtiques, la seva brillant instrumentació i la varietat de la seva partitura vocal contribueixen a la impressió d'ell com a digne predecessor de Bach, moltes de les cantates de les quals de l'església de Leipzig pertanyen a una tradició desenvolupada per primera vegada per Knüpfer.

## Música secular
- Lustige Madrigalien, 2–4vv, und Canzonetten, 1–3vv, insts (Leipzig, 1663)